# Prix littéraires 2025
Liste des prix littéraires décernés au cours de l'année 2025 :

## Prix internationaux
- Prix Nobel de littérature : ?
- Prix PartagES des Écoles européennes
- Prix européen de littérature : ?
- Prix Princesse des Asturies de littérature : ?
- Prix de littérature francophone Jean Arp : ?
- Prix des cinq continents de la francophonie : ?
- Prix SACD de la dramaturgie francophone : .
- Grand prix littéraire d'Afrique noire : ?
- Prix international Booker : ?
- Prix Cervantes : ?
- Prix Carbet de la Caraïbe et du Tout-Monde : ?
- Prix Orange du Livre en Afrique : ?

## Allemagne
- Prix Georg-Büchner : ?
- Prix Friedrich Hölderlin (Bad Homburg) : Christian Lehnert (de)[1]
- Prix Anna-Seghers : Enrique Winter et Marlen Hobrack[2]
- Prix du livre allemand : ?
- Prix frère et sœur Scholl : ?

## Belgique
- Prix Marcel-Thiry : ?
- Prix Victor-Rossel : ?
- Prix Filigranes : ?
- Prix d'honneur Filigranes : ?

## Canada
- Prix Athanase-David : ?
- Prix littéraire des collégiens : Sophie Lalonde-Roux pour Poudreuse
- Prix littéraire France-Québec : ?
- Prix littéraire Québec-France Marie-Claire-Blais : ?
- Prix Robert-Cliche : ?
- Grand prix du Salon du livre de Toronto :

## Chili
- Prix national de littérature : ?

## Corée du Sud
- Prix Gongcho : ?
- Prix Jeong Ji-yong : ?
- Prix de littérature contemporaine (Hyundae Munhak) :?
  - Catégorie « Poésie » : ?
  - Catégorie « Roman » : ?
  - Catégorie « Critique » : ?
- Prix Manhae : ?
- Prix Park Kyung-ni : ?
- Prix Yi Sang : ?

## Danemark
- Prix Hans Christian Andersen : ?

## Espagne
- Prix Cervantes : ?
- Prix Nadal :  ?
- Prix Planeta : ?
- Prix national des Lettres espagnoles : ?
- Prix national de Narration : ?
- Prix national de Poésie : ?
- Prix national de Poésie Jeune : ?
- Prix national d'Essai : ?
- Prix national de Littérature dramatique : ?
- Prix national de Littérature infantile et juvénile : ?
- Prix Adonáis de Poésie : ?
- Prix Anagrama : ?
- Prix Loewe : ?
- Prix de la nouvelle courte Casino Mieres : ?
- Prix d'honneur des lettres catalanes : ?
- Prix national de littérature de la Generalitat de Catalogne : ?
- Journée des lettres galiciennes : ?
- Prix de la critique Serra d'Or : ?

## États-Unis
- National Book Award : ?
  - Catégorie « Fiction » : ?
  - Catégorie  « Littérature jeunesse » : ?
  - Catégorie « Poésie » :
  - Catégorie « Essai / Documents » : ?
  - Medal of Distinguished Contribution to American Letters : ?
- Prix Hugo :
  - Prix Hugo du meilleur roman : The Tainted Cup par Robert Jackson Bennett
  - Prix Hugo du meilleur roman court : Défense d'extinction (The Tusks of Extinction) par Ray Nayler
  - Prix Hugo de la meilleure nouvelle longue : The Four Sisters Overlooking the Sea par Naomi Kritzer (en)
  - Prix Hugo de la meilleure nouvelle courte : Stitched to Skin Like Family Is par Nghi Vo
  - Prix Hugo de la meilleure série littéraire : Entre terre et ciel (en) (Between Earth and Sky) par Rebecca Roanhorse
- Prix Locus :
  - Prix Locus du meilleur roman de science-fiction : The Man Who Saw Seconds par Alexander Boldizar (en)
  - Prix Locus du meilleur roman de fantasy : Quand vient la sorcière (A Sorceress Comes to Call) par T. Kingfisher
  - Prix Locus du meilleur roman d'horreur : Bury Your Gays par Chuck Tingle
  - Prix Locus du meilleur roman pour jeunes adultes : Moonstorm par Yoon Ha Lee
  - Prix Locus du meilleur premier roman : Someone You Can Build a Nest In par John Wiswell (en)
  - Prix Locus du meilleur roman court : What Feasts at Night par T. Kingfisher
  - Prix Locus de la meilleure nouvelle longue : By Salt, By Sea, By Light of Stars par Premee Mohamed (en)
  - Prix Locus de la meilleure nouvelle courte : Why Don’t We Just Kill the Kid in the Omelas Hole par Isabel J. Kim (en)
  - Prix Locus du meilleur recueil de nouvelles : Le Lac des âmes (Lake of Souls) par Ann Leckie
- Prix Nebula :
  - Prix Nebula du meilleur roman : ?
  - Prix Nebula du meilleur roman court : ?
  - Prix Nebula de la meilleure nouvelle longue : ?
  - Prix Nebula de la meilleure nouvelle courte : ?
- Prix Pulitzer :
  - Catégorie « Fiction » :  ?
  - Catégorie « Biographie et Autobiographie » :  ?
  - Catégorie « Essai » : ?
  - Catégorie « Histoire » : ?
  - Catégorie « Poésie » :  ?
  - Catégorie « Théâtre » : ?
- Prix Agatha : ?
  - Catégorie « Meilleur roman » : ?
  - Catégorie « Meilleure nouvelle » : ?

## France
- Prix Femina : ?
  - Prix Femina étranger : ?
  - Prix Femina essai : ?
  - Prix Femina des lycéens : ?
  - Prix spécial :
- Prix Goncourt : ?
  - Prix Goncourt du premier roman[3] : ?
  - Prix Goncourt des lycéens : ?
  - Prix Goncourt de la nouvelle : ?
  - Prix Goncourt de la poésie : ?
  - Prix Goncourt de la biographie : ?
  - Liste Goncourt : le choix polonais : ?
- Prix Médicis : ?
  - Prix Médicis étranger : ?
  - Prix Médicis essai :?
- Prix Renaudot : ?
  - Prix Renaudot essai : ?
  - Prix Renaudot du livre de poche : ?
  - Prix Renaudot des lycéens : ?
- Grand prix du roman de l'Académie française : ?
- Prix littéraire de la vocation : ?
- Prix Interallié : ?
- Prix Méduse : ?
- Prix Jean-Freustié : ?
- Prix Joseph-Kessel : ?
- Prix du Livre Inter : ?
- Prix Stanislas du premier roman : ?
- Prix Première Plume : ?
- Prix du premier roman français :  ?
- Prix du premier roman étranger : ?
- Prix de l'Académie française Maurice-Genevoix : ?
- Prix Maurice-Genevoix : ?
- Prix François-Mauriac de l'Académie française : ?
- Prix François-Mauriac de la région Aquitaine : ?
- Prix Françoise-Sagan : ?
- Grand prix de la francophonie : ?
- Prix Alexandre-Vialatte :  ?
- Prix Académie Rabelais
- Prix André-Malraux, catégorie roman engagé : ?
- Prix André-Malraux, catégorie essai sur l'art : ?
- Prix Décembre : ?
- Prix des Deux Magots : ?
- Prix de Flore : ?
- Prix de la Closerie des Lilas : ?
- Prix Fénéon : ?
- Prix France Culture-Télérama (Prix du roman des étudiants France Culture-Télérama) : ?
- Prix littéraire des étudiants de Sciences Po  pour Le Cratère d'Arièle Brutaux
- Prix littéraire ENS Paris-Saclay : ?
- Prix Landerneau des lecteurs : ?
- Prix de la BnF : ?
- Prix Boccace : ?
- Prix Jean-Monnet de littérature européenne du département de la Charente : ?
- Grand prix Jean-Giono : ?
- Prix du Quai des Orfèvres : ?
- Prix des libraires : ?
- Prix du roman Fnac : ?
- Prix Eugène-Dabit du roman populiste : ?
- Grand prix RTL-Lire : ?
- Prix France Télévisions, catégorie roman : ?
- Prix France Télévisions, catégorie essai : Mon vrai nom est Élisabeth
- Prix littéraire du Monde : ?
- Grand prix des lectrices de Elle : ?
  - Grand Prix du roman : ?
  - Grand Prix du polar : ?
  - Grand Prix du document : Mon vrai nom est Élisabeth
- Grand Prix Roman de l'été Femme Actuelle : ?
  - Roman de l'été : ?
  - Polar de l'été :  ?
  - Prix du Jury :
- Grand prix de l'Imaginaire : ?
  - Grand prix de l'Imaginaire « Roman francophone » :
  - Grand prix de l'Imaginaire « Roman étranger» : ?
  - Grand prix de l'Imaginaire « Nouvelle francophone » : ?
  - Grand prix de l'Imaginaire « Nouvelle étrangère » : ?
  - Grand prix de l'Imaginaire « Roman jeunesse francophone » : ?
  - Grand prix de l'Imaginaire « Roman jeunesse étranger » : ?
- Grand Prix de Poésie de la SGDL : ?
- Prix Rosny aîné « Roman » : ?
- Prix Rosny aîné « Nouvelle » : ?
- Prix Russophonie : ?
- Prix Wepler : ?
- Feuille d'or de la ville de Nancy - Prix des médias :  ?
- Prix Octave-Mirbeau : ?
- Grand prix de la ville d'Angoulême : ?
- Fauve d'or : prix du meilleur album : ?
- Prix littéraire des Grandes Écoles : ?
- Prix mondial Cino-Del-Duca : ?
- Prix littéraire de la Ville de Caen : ?
- Prix Amerigo-Vespucci : ?
- Prix Amerigo-Vespucci Jeunesse : ?
- Prix Amerigo-Vespucci de la BD géographique : ?
- Prix Marguerite-Yourcenar : ?
- Prix Heredia : ?
- Prix Terre de France : ?
- Prix Terre de France - Ouest-France : ?

## Italie
- Prix Strega : ?
  - Prix Strega européen :  ?

- Prix Bagutta : Vittorio Lingiardi (it), Corpo, umano[4] (Einaudi)
  - Prix Bagutta de la première œuvre : Marta Lamalfa, L'isola dove volano le femmine[5] (Neri Pozza)
- Prix Bancarella : ?
- Prix Brancati :
  - Fiction : ?
  - Poésie : ?
  - Jeunes :  ?
- Prix Campiello : ? 
Finalistes : ?
  - Prix Campiello de la première œuvre : ?
  - Prix de la Fondation Il Campiello : ?
  - Prix Campiello Giovani : ?
  - Prix Campiello Junior: 7-10 ans : ? | 11-14 ans : ?
  - Mention spéciale : ?
- Prix Malaparte : ?
- Prix Napoli : ?
- Prix Stresa : ?
- Prix Viareggio :
  - Roman : ?
  - Essai : ?
  - Poésie : ?
- Prix Scerbanenco : ?
- Prix Raymond-Chandler : ?
- Prix Pozzale Luigi Russo : ?

## Japon
- Prix Akutagawa : ?

## Monaco
- Prix Prince-Pierre-de-Monaco : ?

## Royaume-Uni
- Prix Booker : ?
- Women's Prize for Fiction :

## Russie
- Prix Bolchaïa Kniga : ?

## Suisse
- Prix Jan Michalski de littérature : ?
- Prix Michel Dentan : ?
- Prix du roman des Romands : ?
- Prix Schiller : ?
- Prix Ahmadou-Kourouma : .